# Werner Kolhörster
Werner Kolhörster, född 28 mars 1887, död 5 augusti 1946, var en tysk fysiker.
Kolhörster blev filosofie doktor i Halle 1911 och Studienrat i Berlin 1920. Kolhörster studerade den radioaktiva strålningen samt den "kosmiska strålningen" eller ultrastrålningen, där han gjorde banbrytande undersökningar. Bland Kolhörsters skrifter märks Die durchdringende Strahlung in der Atmosphäre (1924).